# Cyperus penicillatus
Cyperus penicillatus là loài thực vật có hoa trong họ Cói. Loài này được Conz. mô tả khoa học đầu tiên năm 1946.